# Кебе, Бай Али Ибра
Али́ Ибрахи́м Кебе́ Бай (фр. Ali Ibrahim Kébé Baye; 24 декабря 1978, Сен-Луи) — сенегальский футболист, защитник. Бывший игрок сборной Сенегала.

## Карьера

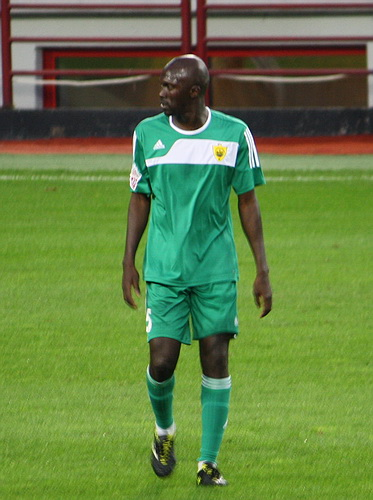
Кебе в составе «Анжи»

Начинал карьеру в клубе «Жанна д’Арк» из Дакара. Затем перешёл в московский «Спартак», за который дебютировал 18 августа 2001 года в матче с воронежским «Факелом». Всего же в «Спартаке» за четыре неполных сезона провёл в чемпионате России 47 игр, в которых забил 3 мяча. В 2005 году на правах аренды перешёл во владикавказскую «Аланию», но за клуб не сыграл ни одного матча. В начале 2006 года играл за нижегородский «Спартак», за который провёл 18 матчей в Первом дивизионе. В июле 2006 года перешёл в махачкалинский «Анжи». В начале 2009 года был на просмотре в «Ростове», но Олег Долматов отказался от услуг сенегальца из-за его травмы. Из-за неё он пропустил почти весь сезон 2009 года в Первом дивизионе, сыграв лишь в последнем туре против липецкого «Металлурга».

### Нарушение режима в московском «Спартаке»
В октябре 2002 года затонул паром, на котором находилась родная тётя Кебе. Однако по договорённости с главным тренером клуба Олегом Романцевым он провёл несколько важных игр, а матч с «Крыльями Советов» провёл на скамейке запасных, прежде чем отправился домой в Африку.
С декабря 2002 по февраль 2003 года Кебе из-за того, что у него закончился срок действия гражданского паспорта, пропустил два рабочих месяца и вернулся в команду лишь в конце третьего сбора в зимнее межсезонье. По словам футболиста, решить этот вопрос у него на Родине в кратчайшие сроки сложновато, но он отмечал, что он по мере возможностей тренировался, а также почти каждый день созванивался с Москвой.
В мае 2003 года Кебе был вызван в сборную. После отъезда в Сенегал пропал почти на полтора месяца. Он сыграл за сборную всего три матча, а потом у него возникла проблема с транзитной французской визой, которую ему выдали лишь через месяц. Вернувшись в Москву, он очень удивился изменениям на тренерском мосту. Главным тренером команды был назначен Андрей Чернышов, который поначалу доверял Ибре Кебе, и по приезде его из Сенегала, в отсутствие на поле в товарищеском матче против московского «Торпедо-Металлурга» ряда ведущих игроков команды, доверил ему капитанскую повязку. Однако спустя несколько дней футболист был выставлен руководством «Спартака» на трансфер, главной причиной, по словам Андрея Червиченко, стали его прогулы. Сам Кебе утверждал, что ему в клубе задерживают зарплату за два месяца и он не может работать с Червиченко.
В январе 2004 года сенегалец вновь получил вызов в национальную сборную, однако впоследствии он был отменён. В этом случае Кебе должен был присоединиться к москвичам, которые проходили межсезонный сбор в Турции, но вновь не смог получить визу. Руководство клуба с пониманием отнеслось к очередной проблеме игрока, однако новый главный тренер «Спартака» Невио Скала не хотел работать с футболистом, который часто нарушает режим.
В январе 2006, после окончания полугодичной аренды, он должен был вернуться из Владикавказа в Москву, однако вовремя в клубе не появился.

## Характеристика игры
По воспоминаниям партнёров, Кебе отличался жёсткой манерой игры и часто нарушал режим.

«Кебе — отдельная песня. Таких людей нельзя в команде держать. Он больной на голову. Мог на тренировке разбежаться, ударить изо всех сил в кость… С Кебе много кто дрался, он же совершенно невменяемый. А накажешь его, в самом деле мог нож достать.»— Роман Павлюченко
Сам Ибра Кебе утверждал, что «с русскими футболистами отношения совершенно не складывались», они унижали его по расовому принципу, оскорбляя «обезьяной», так как «Спартак», это «клуб, где процветал расизм», а тренер заставлял принимать допинг.

## Достижения

### Командные
«Спартак» Москва
Чемпион России: (1)
- 2001

 Обладатель Кубка России (1):
2003
Бронзовый призёр чемпионата России: (1)
- 2002

 «Анжи»
Победитель Первого дивизиона: (1)
- 2009

### Личные
В списке 33 лучших игроков чемпионата России: (1)
- 2002 — № 2

## Личная жизнь
Кебе родом из города Тьес, который находится в 110 километрах от Дакара. По национальности — волоф. В детстве дружил с Баем Джиби Фаллем. Сводным младшим братом Байе является Пап Магетт — тоже футболист. Осенью 2003 года Кебе женился, его супруга училась в Сенегале, однако по приезде в Москву вынуждена прекратить учёбу, став домохозяйкой.